# Ammonal
Ammonal (zusammengesetzter Name aus Ammoniumnitrat und Aluminium) ist ein bewährter Sprengstoff auf Basis von Ammoniumnitrat und Aluminium, welcher 1900 von zwei Chemikern gleichzeitig und unabhängig voneinander erfunden wurde. Der Aluminiumanteil im Sprengstoff variiert zwischen 4 % und 25 % und wird an die jeweiligen Anforderungen der Sprengung angepasst.

## Geschichte
Im Jahre 1899 erhielt Ernst Richard Escales aus München auf den Namen Wenghöffer das entsprechende Englische Patent Nr. 24377 sowie das Belgische Patent Nr. 145599 und im Jahre 1900 hat Hans Ritter von Dahmen für das Ammonal das Deutsche Reichspatent D.R.P. Nr. 172327 und das Englische Patent Nr. 16277 erhalten.
Beide Erfinder haben die herkömmlichen Ammonsalpetersprengstoffe durch den Zusatz von Aluminium umkonstruiert. Als Vorläufer dieser Idee gilt Chapman, der 1888 Magnesium in Knallsätzen verwendete. Deissler schlug bereits 1897 die Verwendung des Leichtmetalls Aluminium als Komponente für Sprengstoffe vor. Ihm folgten Goldschmidt, Escales, von Dahmen und Roth. In späteren Jahren erforschte Kast militärische Sprengstoffe mit Aluminiumanteil.
Folgende Metalle wurden ebenfalls als Zusatz zu Sprengstoffen vorgeschlagen: Magnesium, Zink, Silicium sowie Ferrosilicium, Aluminosilicium und Calciumsilicid. Diese Metalle und Legierungen fanden aber im Gegensatz zum Aluminium kaum Eingang in die Praxis des Sprengstoffwesens.
Durch das Aluminium entsteht viel mehr Hitze bei der Detonation, außerdem wird die Initiierfähigkeit des Sprengstoffs stark verbessert. Das heißt aber nicht, dass Ammonal leicht zur Detonation zu bringen ist. Es bedarf schon einer genügend starken Initialladung, um die Detonation einzuleiten, somit ist es auch ein sicherer Sprengstoff.
Hans Ritter von Dahmen gründete bzw. leitete mehrere Sprengstoffwerke in Deutschland, bevor er im Jahre 1896 nach Österreich übersiedelte und dort mit Hilfe der Firma G. Roth A.G. das Ammonal vollständig ausarbeitete. Die Firma G. Roth in Wien bzw. Hans Ritter von Dahmen haben hierauf, auf das Ammonal, in den meisten Staaten Patente erhalten.
Haupteinsatzgebiet für das Ammonal waren der Bergbau und die Kriegstechnik. Obwohl das Ammonal schon 1900 erfunden wurde, begann die Verwendung in größeren Mengen erst um das Jahr 1909, als dessen Erzeugung und Absatz durch die Firma G. Roth A.G., Abteilung Pulverwerk Felixdorf a. d. Südbahn in Österreich, in großem Umfang betrieben wurde.
Für militärische Zwecke wurde in Österreich vom Unternehmen G. Roth A.G. das sogenannte verstärkte bzw. brisante T-Ammonal (auch Toluol-Ammonal genannt) entwickelt, welches im Ersten Weltkrieg in großem Umfang zum Einsatz kam (z. B. in den Minen in der Schlacht von Messines, 1917 oder heute noch zu sehen der Lochnagar-Krater).
Im Vergleich zu seinem beim Militär verwendeten Vorgänger, dem Ammonkornpulver, hat das T-Ammonal zwei Bestandteile mehr, Aluminium und Trinitrotoluol, durch deren Zusatz eine um ein Vielfaches größere Wirkung erzielt wird. Der Grund dafür liegt darin, dass durch das Aluminium die Explosionstemperatur enorm angehoben wird, während das Trinitrotoluol die Detonationsgeschwindigkeit bedeutend steigert.
Das in Staubform erzeugte T-Ammonal wurde zunächst gepresst und gekörnt, um von dem Sprengstoff Presskörper von hoher kubischer Dichte zu erzeugen, die trotzdem hohe Detonationsgeschwindigkeit haben. Es wurde nun aber nicht nur reines Korn, sondern eine Mischung von Korn und Staub bei der Anfertigung von Presskörpern verwendet, wobei letzterer die zwischen den einzelnen Körnern verbleibenden Hohlräume ausfüllt und so eine gute Übertragung der Detonation sicherstellt.

## Zusammensetzung
Die klassische Zusammensetzung von Ammonal, das überwiegend für nicht militärische Zwecke zum Einsatz kam, besteht aus:
- 72 % Ammoniumnitrat
- 25 % Aluminiumpulver
- 3 % Kohlenstoff

Die Zusammensetzung für das T-Ammonal wird wie folgt angegeben:
- 47 % Ammoniumnitrat
- 1 % Kohlenstoff
- 22 % Aluminiumgrieß
- 30 % Di- oder Trinitrotoluol (TNT).

Eine andere Variante ist das so genannte „Französische Ammonal“ (= French Ammonal). Dieses besteht aus:
- 86 % Ammoniumnitrat
- 8 % Aluminiumpulver
- 6 % Stearinsäure

Während des Ersten Weltkrieges hatte das für militärische Zwecke verwendete Deutsche Ammonal die Zusammensetzung:
- 72 % Ammoniumnitrat
- 12 % TNT
- 16 % Aluminiumpulver

Während des Zweiten Weltkrieges wurden von Deutschland und auch von anderen Ländern Ammonale zum Beispiel in Minen aber auch als Füllung für Bomben und Granaten eingesetzt. Diese Ammonalsorten waren pressbare bzw. gießbare Gemische mit folgender Zusammensetzung:
Deutschland
Ammonal I:
- 54 % Ammoniumnitrat
- 30 % TNT
- 16 % Aluminiumpulver

Ammonal II:
- 72 % Ammoniumnitrat
- 12 % TNT
- 16 % Aluminiumpulver

Ammonal B:
- 93,4 % Ammoniumnitrat
- 3 % Kohlenstoff
- 3,5 % Aluminiumpulver

Frankreich
- 65 % Ammoniumnitrat
- 15 % TNT
- 10 % Kohlenstoff
- 10 % Calciumsilicid

England
- 64 % Ammoniumnitrat
- 15 % TNT
- 3 % Kohlenstoff
- 18 % Aluminium

Italien
Nitramit:
- 72 % Ammoniumnitrat
- 6 % Paraffin
- 22 % Aluminium

Echo:
- 62 % Ammoniumnitrat
- 5,5 % Nitrocellulose
- 7,5 % Tierische Fette
- 22 % Aluminium

Belgien
Sabulite:
- 78 % Ammoniumnitrat
- 8 % TNT
- 14 % Calciumsilicid

Russland
Schneiderit:
- 68 % Ammoniumnitrat
- 15 % TNT
- 17 % Aluminium

USA
Minex:
gegossene Sprengladung aus Hexogen, TNT, Ammoniumnitrat und Aluminiumpulver
Minol:
gießbares Gemisch aus 40 % TNT, 40 % Ammoniumnitrat und 20 % Aluminiumpulver